# عبد الصادق بن سعيد
عبد الصادق بن سعيد هو أحد الضباط التونسيين ممن عملوا في عهدي الحماية والاستقلال، ولد بقبلي في العشرينات من القرن العشرين، وتوفي عام 1963.
- هو الابن الأصغر للقايد سعيد بن نصر، درس بالمدرسة الحربية الفرنسية بسان سير، وتخرج منها ضابطا، وقد تولى خلال عامي 1954 و1955 حماية المقيم العام الفرنسي بتونس بيار بوايي دولاتور.
- شارك في المحاولة الانقلابية التي تم الكشف عنها في ديسمبر 1962، وحكم عليه بالإعدام ونفذ فيه في  24 جانفي 1963 في مدرسة بئر بورقبة للحرس الوطني.